# Euphaea hirta
Euphaea hirta – gatunek ważki z rodziny Euphaeidae.